# Lijst van brutoformules C100
Dit lemma is een onderdeel van de lijst van brutoformules met 100 en meer koolstofatomen.
| Brutoformule                                      | Naam                                                                                               |
| ------------------------------------------------- | -------------------------------------------------------------------------------------------------- |
| {\displaystyle {\ce {C120O}}}                     | Fullereen(120)monooxide ~ in Subkop: "Polymere koolstofoxides" van "Koolstofoxide (stofgroep)"     |
| {\displaystyle {\ce {C120O4}}}                    | Fullereentetr(120)tetroxide ~ in Subkop: "Polymere koolstofoxides" van "Koolstofoxide (stofgroep)" |
| {\displaystyle {\ce {C129H223N3O54}}}             | Palytoxine                                                                                         |
| {\displaystyle {\ce {C131H229N39O31}}}            | Mellitine                                                                                          |
| {\displaystyle {\ce {C140O}}}                     | Fullereentetr(140)oxide ~ in Subkop: "Polymere koolstofoxides" van "Koolstofoxide (stofgroep)"     |
| {\displaystyle {\ce {C143H230N42O37S7}}}          | Nisine                                                                                             |
| {\displaystyle {\ce {C148H281N50O60S}}}           | Exenatide                                                                                          |
| {\displaystyle {\ce {C153H225N43O49S}}}           | Glucagon                                                                                           |
| {\displaystyle {\ce {C164H256Na2O68S2}}}          | Maitotoxine                                                                                        |
| {\displaystyle {\ce {C187H291N45O59}}}            | Semaglutide                                                                                        |
| {\displaystyle {\ce {C204H263N63O114P20S20}}}     | Fomivirsen                                                                                         |
| {\displaystyle {\ce {C228H236F72N12O30P12}}}      | Olympiadaan                                                                                        |
| {\displaystyle {\ce {C234H323N61Na17O128P17S17}}} | Nusinersen                                                                                         |
| {\displaystyle {\ce {C254H377N65O75S6}}}          | Insuline                                                                                           |
| {\displaystyle {\ce {C256H387N65O79S6}}}          | Insuline aspart                                                                                    |
| {\displaystyle {\ce {C257H387N65O76S6}}}          | Actrapid                                                                                           |
| {\displaystyle {\ce {C257H389N65O77S6}}}          | Insuline lispro                                                                                    |
| {\displaystyle {\ce {C267H402N64O76S6}}}          | Insuline detemir                                                                                   |
| {\displaystyle {\ce {C267H408N72O77S6}}}          | Insuline glargine                                                                                  |
| {\displaystyle {\ce {C815H1317N233O241S5}}}       | Aranesp                                                                                            |
| {\displaystyle {\ce {C845H1343N223O243S9}}}       | Filgrastim                                                                                         |
| {\displaystyle {\ce {C908H1408N246O252S7}}}       | Interferon bèta-1a                                                                                 |
| {\displaystyle {\ce {C908H1408N246O253S6}}}       | Interferon bèta-1b                                                                                 |
| {\displaystyle {\ce {C1214H1890N338O348S14}}}     | Ocriplasmine                                                                                       |
| {\displaystyle {\ce {C2131H3299N555O671S11}}}     | Idarucizumab                                                                                       |
| {\displaystyle {\ce {C2224H3475N621O698S36}}}     | Etanercept                                                                                         |
| {\displaystyle {\ce {C2532H3850N672O711S16}}}     | Velaglucerase alfa                                                                                 |
| {\displaystyle {\ce {C3498H5458N922O1090S32}}}    | Abatacept                                                                                          |
| {\displaystyle {\ce {C4318H6788N1164O1304S32}}}   | Aflibercept                                                                                        |
| {\displaystyle {\ce {C4758H7262N1274O1369S35}}}   | Alglucosidase alfa                                                                                 |
| {\displaystyle {\ce {C5020H7588N1364O1418S34}}}   | Elosulfase alfa                                                                                    |
| {\displaystyle {\ce {C6416H9874N1688O1987S44}}}   | Rituximab                                                                                          |
| {\displaystyle {\ce {C6428H9912N1694O1987S46}}}   | Infliximab                                                                                         |
| {\displaystyle {\ce {C6428H9976N1720O2018S32}}}   | Tocilizumab                                                                                        |
| {\displaystyle {\ce {C6472H10028N1740O2014S46}}}  | Aducanumab                                                                                         |
| {\displaystyle {\ce {C6482H10004N1712O2016S46}}}  | Ustekinumab                                                                                        |
| {\displaystyle {\ce {C6534H10004N1716O2036S46}}}  | Pembrolizumab                                                                                      |
| {\displaystyle {\ce {C6638H10160N1720O2108S44}}}  | Bevacizumab                                                                                        |
| {\displaystyle {\ce {C6760H10447N1743O2010S32}}}  | Botulinetoxine A                                                                                   |